# Μ
Μ, μ（ミュー、古代ギリシア語: μῦ、ギリシア語: μι / μυ ミ、英: mu）は、ギリシア文字の第12番目の文字。数価 は40。ラテンアルファベットのM、キリル文字のМはこの文字に由来する。音価は/m/。
大文字の Μ は、ラテン文字の M と同一視されることが多く、ギリシア語以外で特に区別して使うことは稀である。

## 起源
フェニキア文字 𐤌 （メーム）に由来する。文字名称のミュー(μῦ)はセム語の伝統と異なるが、おそらくν（ニュー）からの類推により、あるいは動詞 μύζω（唇を閉じてムームー言う）と関係する。

## 記号としての用法
大文字の Μ
- 宇宙科学研究所（2003年10月に宇宙航空研究開発機構(JAXA)の一機関となる）のミューロケット （M-Vロケットなど）。

小文字の μ
- 国際単位系で、10−6 を表す接頭辞「マイクロ」。ラテン文字しか表示できない環境では "u" で代用されることがある。
  - "μm"（マイクロメートル）の古い表記 "μ"（ミクロン）
  - 接頭辞以外の「マイクロ」の略記として用いられることがある。「μ波」
- 物理学で、透磁率や摩擦係数を表す。
- 水理学あるいは流体力学で、粘性係数を表す。
- 素粒子物理学で、第二世代のレプトンの一つ（ミュー粒子）を表す。
- 天文学で、恒星の固有運動を表す。
- 確率論および統計学で、確率分布（特に正規分布）の平均（mean）を表す。また、一般化してモーメントを表す。
- 錯体化学において、架橋配位子を示す記号として使われる。
- 電子工学で、三極真空管の増幅率を表す。
- 音韻論で、モーラを表す。
- 名古屋鉄道 (名鉄) の各種サービスに付与される名称、愛称。名鉄のローマ字表記Meitetsuの頭文字Mに対応するギリシャ文字であることから。
  - 名古屋鉄道で運行されている特急列車に連結されている、特別車の名称並びに特別車両券の愛称。(名鉄特急ミュースカイ、ミューチケット)
  - 名古屋鉄道がmanaca電子マネーの付帯サービスとして提供するポイントサービスの名称。(名鉄ミューズポイント(MEITETSU μ's POINT)←μstar ポイント)　2014年3月17日に名鉄たまルンから名称およびサービス内容を変更。
  - 名古屋鉄道が三菱UFJニコスおよび三井住友カードを発行者として発行する提携クレジットカードの名称。(MEITETSU μ's card)
- オリンパスの35mm銀塩コンパクトカメラ、あるいはコンパクトデジタルカメラ。 ⇒ オリンパス μシリーズ
- 日立製作所が開発した超小型の無線ICチップ、μチップ[3]
- 麻将連合（競技麻雀のプロ団体）
- エフエム鹿児島の愛称の一部。『μFM』（ミューエフエム）。
- ヒュンダイ・ミューエンジン - 現代自動車のV型6気筒LPIエンジン。
- 日本の女性歌手。μ (歌手) [要出典]
- アニメ「ラブライブ!」に出てくるスクールアイドルのグループ名「μ's」
- 毎日新聞出版が発行するライトノベルレーベル「μNOVEL（ミューノベル）」
- 音楽ゲーム「オンゲキ」の楽曲「μ3」

## 符号位置
| 大文字 | Unicode | JIS X 0213 | 文字参照            | 小文字 | Unicode | JIS X 0213 | 文字参照            | 備考 |
| ------ | ------- | ---------- | ------------------- | ------ | ------- | ---------- | ------------------- | ---- |
| Μ      | U+039C  | 1-6-12     | &Mu; &#x39C; &#924; | μ      | U+03BC  | 1-6-44     | &mu; &#x3BC; &#956; |      |

| 記号 | Unicode | JIS X 0213 | 文字参照              | 名称         |
| ---- | ------- | ---------- | --------------------- | ------------ |
| µ    | U+00B5  | -          | &micro; &#xB5; &#181; | マイクロ記号 |